# Dumea
Dumea is een geslacht van kreeftachtigen uit de klasse van de Malacostraca (hogere kreeftachtigen).

## Soorten
- Dumea latipes (Haswell, 1880)
- Dumea taiwanicus (Loh & S.-H. Wu, 1998)